# タイラー・ライオンズ
タイラー・ウィリアム・ライオンズ（Tyler William Lyons , 1988年2月21日 - ）は、 アメリカ合衆国テキサス州ラボック郡ラボック出身のプロ野球選手（投手）。左投両打。MLBのニューヨーク・ヤンキース傘下所属。

## 経歴

### プロ入り前
2009年のMLBドラフト10巡目（全体315位）でニューヨーク・ヤンキースから指名されたが、この時は契約しなかった。

### プロ入りとカージナルス時代
2010年のMLBドラフト9巡目（全体289位）でセントルイス・カージナルスから指名され、7月22日に契約した。
2011年に傘下のA+級パームビーチ・カージナルスでプロデビュー。33試合（先発12試合）に登板して9勝4敗1セーブ、防御率4.50、79奪三振を記録した。
2012年はまずAA級スプリングフィールド・カージナルスでプレーし、12試合に先発登板して5勝4敗・防御率3.92・54奪三振の成績を残した。6月にAAA級メンフィス・レッドバーズへ昇格。15試合に先発登板して4勝9敗、防御率4.28、89奪三振を記録した。
2013年はAAA級メンフィスで開幕を迎え、5月22日にメジャー契約を結んでアクティブ・ロースター入りした。同日のサンディエゴ・パドレス戦でメジャーデビュー。先発起用され、7回を投げ4安打1失点と好投し、メジャー初勝利を挙げた。6月に入ってからは4試合に登板したが、0勝3敗と結果を残せず、6月22日にAAA級メンフィスへ降格した。7月30日に昇格し、同日のピッツバーグ・パイレーツ戦で先発起用されたが、6回を投げ4失点を喫し敗戦投手となり、翌日再びAAA級メンフィスへ降格した。8月17日に再昇格し、27日にAAA級メンフィスへ降格した。セプテンバー・コールアップで登録枠が拡大された9月3日に再昇格した。この年メジャーでは12試合（先発8試合）に登板して2勝4敗、防御率4.75、43奪三振を記録した。
2014年も前年と同じような役割を担い、先発で4試合・リリーフで7試合に登板した。0勝4敗と勝ち星なしに終わったが、防御率やWHIPの値は改善されたほか、奪三振率も8.8まで上昇するなど、投球内容面では成長の跡を見せた。
2015年は、先発で8試合・リリーフで9試合の計17試合に登板。防御率3.75と3勝は自己ベストの数値で、60.0イニングで60三振を奪って奪三振率9.0をマークするなど、更なる成長を示した。ただし課題としては、60.0イニングで12本のホームランを浴び、球の軽さがうかがわれた。
2016年はキャリアハイの30試合に登板したが、メジャーデビュー以来初めて先発登板がなかった。2勝0敗、防御率3.38、WHIP1.02を記録した。
2017年は完全にリリーフ専任となり、前年を大幅に上回る50試合に登板。4勝1敗3セーブ、防御率2.83、WHIP1.09の好成績を挙げ、飛躍の年となった。
2018年は27試合に登板して防御率8.64と振るわず、7月27日にDFAとなり、8月3日にマイナー契約でAAA級メンフィスへ配属された。レギュラーシーズン終了後の10月2日にFAとなった。

### パイレーツ時代
2018年12月24日にピッツバーグ・パイレーツとマイナー契約を結び、2019年のスプリングトレーニングに招待選手として参加することになった。
2019年の開幕は傘下のAAA級インディアナポリス・インディアンスで迎え、5月4日にメジャー契約を結んでアクティブ・ロースター入りした。5月9日にDFAとなり、12日にマイナー契約でAAA級インディアナポリスへ配属された。8月11日に自由契約となった。

### ヤンキース時代
2019年8月15日にヤンキースとマイナー契約を結び、傘下のAAA級スクラントン・ウィルクスバリ・レイルライダースへ配属された。9月1日にメジャー契約を結んでアクティブ・ロースター入りした。オフの10月31日にFAとなった。
2020年1月22日にヤンキースとマイナー契約で再契約したと報じられ、2月3日に正式公示された。9月22日にメジャー契約を結んでアクティブ・ロースター入りした。9月25日にマイナー契約となった。オフにFAとなったが、2021年1月6日にヤンキースとマイナー契約で再契約した。

## 詳細情報

### 年度別投手成績
| 年 度    | 球 団    | 登 板 | 先 発 | 完 投 | 完 封 | 無 四 球 | 勝 利 | 敗 戦 | セ 丨 ブ | ホ 丨 ル ド | 勝 率 | 打 者 | 投 球 回 | 被 安 打 | 被 本 塁 打 | 与 四 球 | 敬 遠 | 与 死 球 | 奪 三 振 | 暴 投 | ボ 丨 ク | 失 点 | 自 責 点 | 防 御 率 | W H I P |
| -------- | -------- | ----- | ----- | ----- | ----- | -------- | ----- | ----- | -------- | ----------- | ----- | ----- | -------- | -------- | ----------- | -------- | ----- | -------- | -------- | ----- | -------- | ----- | -------- | -------- | ------- |
| 2013     | STL      | 12    | 8     | 0     | 0     | 0        | 2     | 4     | 0        | 0           | .333  | 223   | 53.0     | 49       | 5           | 16       | 0     | 3        | 43       | 0     | 0        | 29    | 28       | 4.75     | 1.23    |
| 2014     | STL      | 11    | 4     | 0     | 0     | 0        | 0     | 4     | 0        | 0           | .000  | 155   | 36.2     | 33       | 4           | 11       | 2     | 2        | 36       | 0     | 0        | 23    | 18       | 4.42     | 1.20    |
| 2015     | STL      | 17    | 8     | 0     | 0     | 0        | 3     | 1     | 0        | 0           | .750  | 255   | 60.0     | 59       | 12          | 15       | 0     | 1        | 60       | 4     | 0        | 29    | 25       | 3.75     | 1.23    |
| 2016     | STL      | 30    | 0     | 0     | 0     | 0        | 2     | 0     | 0        | 4           | 1.000 | 187   | 48.0     | 35       | 9           | 14       | 0     | 0        | 46       | 2     | 0        | 18    | 18       | 3.38     | 1.02    |
| 2017     | STL      | 50    | 0     | 0     | 0     | 0        | 4     | 1     | 3        | 15          | .800  | 220   | 54.0     | 39       | 3           | 20       | 2     | 7        | 68       | 1     | 0        | 17    | 17       | 2.83     | 1.09    |
| 2018     | STL      | 27    | 0     | 0     | 0     | 0        | 1     | 0     | 0        | 9           | 1.000 | 83    | 16.2     | 24       | 3           | 8        | 2     | 2        | 19       | 2     | 0        | 16    | 16       | 8.64     | 1.92    |
| 2019     | PIT      | 3     | 0     | 0     | 0     | 0        | 1     | 1     | 0        | 1           | .500  | 20    | 4.0      | 6        | 1           | 3        | 1     | 0        | 5        | 0     | 0        | 5     | 5        | 11.25    | 2.25    |
| 2019     | NYY      | 11    | 0     | 0     | 0     | 0        | 0     | 1     | 0        | 0           | .000  | 34    | 8.2      | 7        | 3           | 2        | 1     | 1        | 12       | 0     | 0        | 4     | 4        | 4.15     | 1.04    |
| '19計    | NYY      | 14    | 0     | 0     | 0     | 0        | 1     | 2     | 0        | 1           | .333  | 54    | 12.2     | 13       | 4           | 5        | 2     | 1        | 17       | 0     | 0        | 9     | 9        | 6.39     | 1.42    |
| 2020     | NYY      | 1     | 0     | 0     | 0     | 0        | 0     | 0     | 0        | 0           | ----  | 10    | 1.2      | 3        | 0           | 1        | 0     | 1        | 0        | 0     | 0        | 4     | 4        | 21.60    | 2.40    |
| MLB：8年 | MLB：8年 | 162   | 20    | 0     | 0     | 0        | 13    | 12    | 3        | 29          | .520  | 1187  | 282.2    | 255      | 40          | 90       | 8     | 17       | 289      | 9     | 0        | 145   | 135      | 4.30     | 1.22    |

- 2020年度シーズン終了時

### 年度別守備成績
| 年 度 | 球 団 | 投手（P） | 投手（P） | 投手（P） | 投手（P） | 投手（P） | 投手（P） |
| 年 度 | 球 団 | 試 合     | 刺 殺     | 補 殺     | 失 策     | 併 殺     | 守 備 率  |
| ----- | ----- | --------- | --------- | --------- | --------- | --------- | --------- |
| 2013  | STL   | 12        | 2         | 12        | 0         | 0         | 1.000     |
| 2014  | STL   | 11        | 1         | 7         | 2         | 0         | .800      |
| 2015  | STL   | 17        | 1         | 9         | 3         | 0         | .769      |
| 2016  | STL   | 30        | 2         | 4         | 0         | 1         | 1.000     |
| 2017  | STL   | 50        | 2         | 3         | 1         | 0         | .833      |
| 2018  | STL   | 27        | 0         | 3         | 0         | 0         | 1.000     |
| 2019  | PIT   | 3         | 0         | 1         | 0         | 1         | 1.000     |
| 2019  | NYY   | 11        | 2         | 1         | 0         | 1         | 1.000     |
| '19計 | NYY   | 14        | 2         | 2         | 0         | 2         | 1.000     |
| 2020  | NYY   | 1         | 0         | 0         | 0         | 0         | .---      |
| MLB   | MLB   | 162       | 10        | 40        | 6         | 3         | .893      |

- 2020年度シーズン終了時

### 背番号
- 70（2013年 - 2019年）
- 58（2020年）